# Bosanski Dubočac
Bosanski Dubočac är en ort i Bosnien och Hercegovina.   Den ligger i entiteten Republika Srpska, i den norra delen av landet, 140 km norr om huvudstaden Sarajevo. Bosanski Dubočac ligger 90 meter över havet och antalet invånare är 261.
Terrängen runt Bosanski Dubočac är huvudsakligen platt, men västerut är den kuperad. Närmaste större samhälle är Derventa, 7,9 km söder om Bosanski Dubočac. 
Omgivningarna runt Bosanski Dubočac är en mosaik av jordbruksmark och naturlig växtlighet. Runt Bosanski Dubočac är det ganska tätbefolkat, med 67 invånare per kvadratkilometer.